# 高城喜一
高城 喜一（たかぎ きいち、2001年12月9日 - ）は、ジャパンラグビーリーグワン日野レッドドルフィンズに所属するラグビー選手。

## プロフィール
- ポジションはセンター(CTB)、ナンバーエイト(No8)[1]。
- 身長 187 cm、体重 104 kg

## 略歴
2020年、金光籐蔭高校卒業後、法政大学に加入。
2024年、アーリーエントリーで日野レッドドルフィンズに加入。